# 아라콜 국립공원

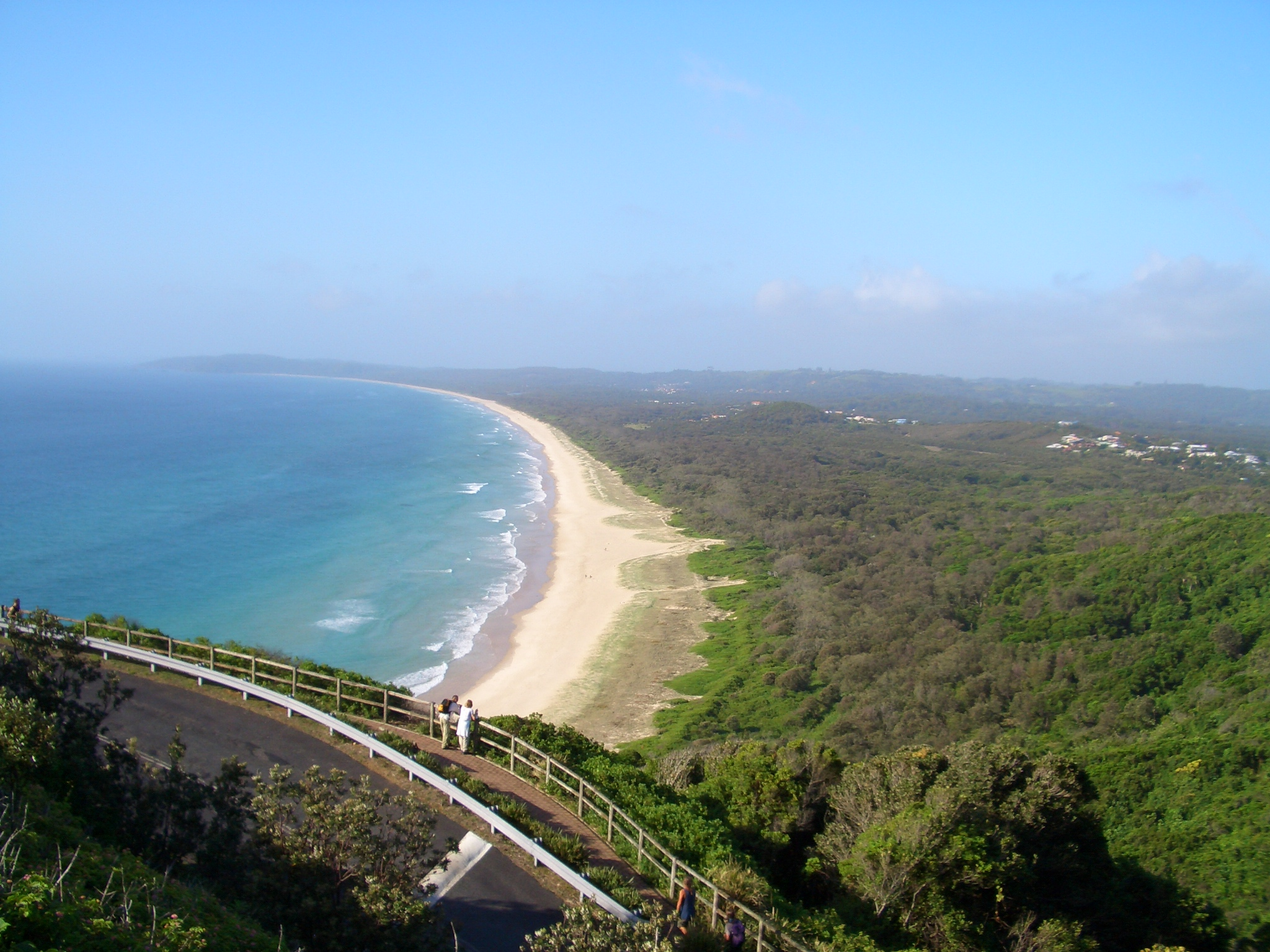

아라콜 국립공원(Arakwal National Park)은 시드니에서 북쪽으로 624킬로미터, 그리고 오스트레일리아 대륙에서 동쪽 끝 케이프바이런에서 남쪽으로 2킬로미터 떨어진, 오스트레일리아 뉴사우스웨일스주의 국립공원이다. 가장 가까운 타운은 바이런베이이다. 이 공원은 탈로해변 뒷편의 해안점토황야인 월룸(Wallum) 카운티 지역을 보호한다.
전통적으로 아라콜족의 땅인 이 공원은 2001년 아라콜 토속 커뮤니티와 뉴사울스웨일스주정부가 토지이용합의에 도달한 이후 공표되었다. 아라콜족은 이 공원을 공동으로 관리한다.
베이바이런과 함께 국립공원은 원거리 휴양지로서 관심을 끌며 해변은 고래관광, 조류관광, 수영, 낚시, 짧은 여행을 제공한다.
공원을 따라 존재하는 모래 해변은 3킬로미터 길이이다.